# Bell (Florida)
Bell è un comune degli Stati Uniti d'America, situato in Florida, nella Contea di Gilchrist.